# Aphis serissae
Aphis serissae är en insektsart. Aphis serissae ingår i släktet Aphis och familjen långrörsbladlöss. Inga underarter finns listade i Catalogue of Life.